# UWC México 34
UWC México 34: Carvalho vs. Camilo fue un evento de artes marciales mixtas producido por Ultimate Warrior Challenge México, que se llevó a cabo el 27 de mayo de 2022 en el Entram Gym de Tijuana, Baja California, México.